# امیه طوقان
اُمَیّه طوقان (عربی: أمية طوقان؛ زادهٔ ۱۹۴۶) اقتصاددان اهل اردن است.
او از سال ۲۰۰۱ تا ۲۰۱۰ ریاست بانک مرکزی اردن را برعهده داشت. او همچنین به عنوان مدیر عامل بورس اوراق بهادار در اردن خدمت کرده‌است.
او با لینا عزالدین مفتی ازدواج کرده‌است.
توکان در حال حاضر معاون نخست‌وزیر و وزیر دولت در امور اقتصادی است.